# Феликсзе
Феликсзе или Фе́ликсовы-Я́зор (нем. Felixsee; в.-луж. Feliksowy jazor ) — коммуна в Германии, в земле Бранденбург.
Входит в состав района Шпре-Найсе. Подчиняется управлению Дёберн-Ланд. Занимает площадь 35,41 км².

## Населённые пункты
Коммуна подразделяется на 5 сельских округов:
- Блойшдорф (Блобошойце)
- Босдорф (Бошойце)
- Клайн-Лойц (Лойойц)
- Рёйтен (Руси)
- Фридрихсхайн (Фрыцовы-Гай)

## Население
Население составляет 2210 человек (на 31 декабря 2010 года).
Входит в состав культурно-территориальной автономии «Лужицкая поселенческая область», на территории которой действуют законодательные акты земель Саксонии и Бранденбурга, содействующие сохранению лужицких языков и культуры лужичан. Официальным языком в населённом пункте, помимо немецкого, является лужицкий.
| Год  | Население |
| ---- | --------- |
| 2005 | 2427      |
| 2010 | 2192      |